# Сан Дамиано ал Коле
Сан Дамиа̀но ал Ко̀ле (на италиански: San Damiano al Colle; на ломбардски: San Damian, Сан Дамиан) е село и община в Северна Италия, провинция Павия, регион Ломбардия. Разположено е на 216 m надморска височина. Населението на общината е 642 души (към 2017 г.).